# Gaël Clichy
Gaël Dimitri Clichy, född 26 juli 1985 i Toulouse, är en fransk före detta fotbollsspelare (vänsterback). Han spelade under sin karriär för det franska landslaget.

## Spelarkarriär
Gaël Clichy kom till Arsenal 2003 från AS Cannes och debuterade den 28 oktober 2003 i tredje omgången av Carling Cup. 
Clichy kom med i årets lag (PFA Team of the Year) säsongen 2007-08. 

### Manchester City
Den 4 juli 2011 värvades Clichy av Manchester City efter åtta år i klubben. Arsenal bekräftade övergången på sin officiella hemsida samtidigt som City också bekräftade att de värvat Clichy på sin officiella hemsida. Han skrev på ett fyraårskontrakt med klubben. Övergångssumman var hemlig men ryktades vara £7 miljoner, 70,5 miljoner svenska kronor.

### İstanbul Başakşehir
I juli 2017 värvades Clichy av turkiska İstanbul Başakşehir, där han skrev på ett treårskontrakt.

### Servette
Den 2 december 2020 värvades Clichy av Schweiziska superligan-klubben Servette, där han skrev på ett 1,5-årskontrakt. Den 7 juli 2022 förlängde Clichy sitt kontrakt med ett år.

## Tränarkarriär
I augusti 2023 blev Clichy anställd som assisterande tränare till tidigare lagkamraten Thierry Henry i det franska U21-landslaget.